# 奥村凛
奥村 凛（おくむら りん、1988年12月27日 - ）は、宮城県出身のタレント。現在はフリー。

## 人物
特技は、トロンボーン、仙台弁、トレーニング。
インストラクターのライセンスを持っていてレッスンもしている。
趣味は音楽鑑賞、アニメ鑑賞、映画鑑賞、フィギュア集め。所謂オタク。

## 出演

### TV
- サンドのぼんやりーぬTV（2010年、東北放送）
- う・ら・ら館林うらら娘 レギュラー （2010年、CC9ケーブルテレビ）

### 雑誌
- 月刊日本カメラ（2013年8月号）

### フリーペーパー
- 仙台学生賃貸情報　FREE STYLE

### 舞台
- デバッグトレジャー（2014年10月2日 - 5日、新宿村LIVE）
- D.M.L.C. デスマッチラブコメ（2016年1月22日 - 31日、アトリエ第七秘密基地） - 東護美弥 役